# Francesco de Vico
Francesco de Vico (também de Vigo) (Macerata, 19 de maio de 1805 – Londres, 15 de novembro de 1848) foi um astrônomo no Observatório do Vaticano italiano e jesuita.
De Vico descobriu diversos cometas, dentre os quais os periódicos 54P/de Vico–Swift–NEAT e 122P/de Vico. Outros cometas que ele descobriu e que levam seu nome são: C/1845 D1 (de Vico), C/1846 B1 (de Vico), C/1846 O1 (de Vico-Hind) e C/1846 S1 (de Vico).
A cratera lunar De Vico e o asteroide (20103) de Vico foram denominados em sua homenagem.